# Low Energy Ion Ring

Low Energy Ion Ring (LEIR)

Der Low Energy Ion Ring (LEIR) ist ein seit 2006 betriebener Teilchenbeschleuniger für Blei-Ionen am CERN, mit einem Umfang von 78,5 Metern. Mit ihm werden die von Linearbeschleuniger LINAC 3 mit 4,2 MeV bereitgestellten Blei-Ionen zu Paketen (bunches) zusammengefasst und weiter beschleunigt bis zu einer Energie von 72 MeV. Diese werden dann über den Proton Synchrotron (PS) in die Vorbeschleunigerkette des Large Hadron Colliders (LHC) eingespeist, weiter beschleunigt und im LHC zur Kollision gebracht. 
Der Low Energy Ion Ring entstand aus dem von 1982 bis 1996 für Experimente mit Antimaterie benutzten Low Energy Antiproton Ring (LEAR), mit dem es unter anderem erstmals gelang, einige Atome Antiwasserstoff zu erzeugen. Die Aufgaben von LEAR werden seit 2000 vom Antiproton Decelerator (AD) übernommen.